# 片岡愛之助 (5代目)
五代目 片岡 愛之助（かたおか あいのすけ、1904年（明治37年）10月10日 - 1973年（昭和48年）10月26日）は関西の歌舞伎役者。屋号は松廣屋。定紋は銀杏鶴、替紋は銀杏重ね。本名は三原 幸三郎（みはら こうさぶろう）。
大阪の骨董商の家に生まれる。初代中村鴈治郎の門人・中村成若（後の市川新昇）の養子となり明治42年 （1909年）8月大阪本町座で市川新左衛門を名乗って初舞台。その後養父の死をきっかけに廃業するが、大正9年（1920年）四代目片岡我童に入門、片岡我久三郎を名乗り舞台復帰。昭和3年（1928年）名題昇進。昭和18年（1943年）4月、東京歌舞伎座の『与話情浮名横櫛』（源氏店）の下女役で五代目片岡愛之助を襲名した。
主に関西歌舞伎で活躍、老役を中心に脇を固めた。地味ながらも演技は巧く新派にも出演したり、十七代目中村勘三郎と共演したりもした。